# Yesterday and Today
Yesterday and Today je deveti studijski album skupine The Beatles, ki je izšel pri založbi Capitol in enajsti, ki je izšel v ZDA. Album je poznan po kontroverznem ovitku (mesarski ovitek), na katerem so Beatli oblečeni v bele obleke ter obdani z obglavljenimi punčkami in kosi mesa.

## Glasba
Yesterday and Today vsebuje skladbe s prejšnjih dveh albumov, ki še niso bile izdane na ameriških albumih, tri skladbe iz kasnejših albumov in dve skladbi, ki sta bili izdani kot single:
- skladbi »Act Naturally« in »Yesterday« z albuma Help!, (obe skladbi sta pri založbi Capitol že izšli kot singla)
- skladbe »Nowhere Man«, »What Goes On« (obe skladbi sta pri založbi Capitol že izšli kot singla), »Drive My Car« in »If I Needed Someone« z albuma Rubber Soul,
- obe strani singla »Day Tripper« / »We Can Work It Out«
- skladbe »I'm Only Sleeping«, »Doctor Robert« in »And Your Bird Can Sing« s kasnejšega albuma Revolver

## Seznam skladb
Vse pesmi je napisal in uglasbil dvojec Lennon–McCartney, razen kjer je posebej napisano.
| Stran 1 | Stran 1                                        | Stran 1 |
| Št.     | Naslov                                         | Dolžina |
| ------- | ---------------------------------------------- | ------- |
| 1.      | „Drive My Car‟                                 | 2:25    |
| 2.      | „I'm Only Sleeping‟                            | 2:58    |
| 3.      | „Nowhere Man‟                                  | 2:40    |
| 4.      | „Doctor Robert‟                                | 2:14    |
| 5.      | „Yesterday‟                                    | 2:04    |
| 6.      | „Act Naturally‟ (Johnny Russell–Voni Morrison) | 2:27    |

| Stran 2 | Stran 2                                                     | Stran 2 |
| Št.     | Naslov                                                      | Dolžina |
| ------- | ----------------------------------------------------------- | ------- |
| 1.      | „And Your Bird Can Sing‟                                    | 2:02    |
| 2.      | „If I Needed Someone‟ (George Harrison)                     | 2:19    |
| 3.      | „We Can Work It Out‟                                        | 2:10    |
| 4.      | „What Goes On‟ (John Lennon–Paul McCartney–Richard Starkey) | 2:44    |
| 5.      | „Day Tripper‟                                               | 2:47    |

## Zasedba
The Beatles
- John Lennon – vokal, kitara, električni klavir
- Paul McCartney – vokal, bas kitara, kitara, klavir
- George Harrison – vokal, kitara, bas kitara
- Ringo Starr – bobni, tolkala, vokal

Dodatni glasbeniki
- George Martin – klavir